# Schloss Padberg

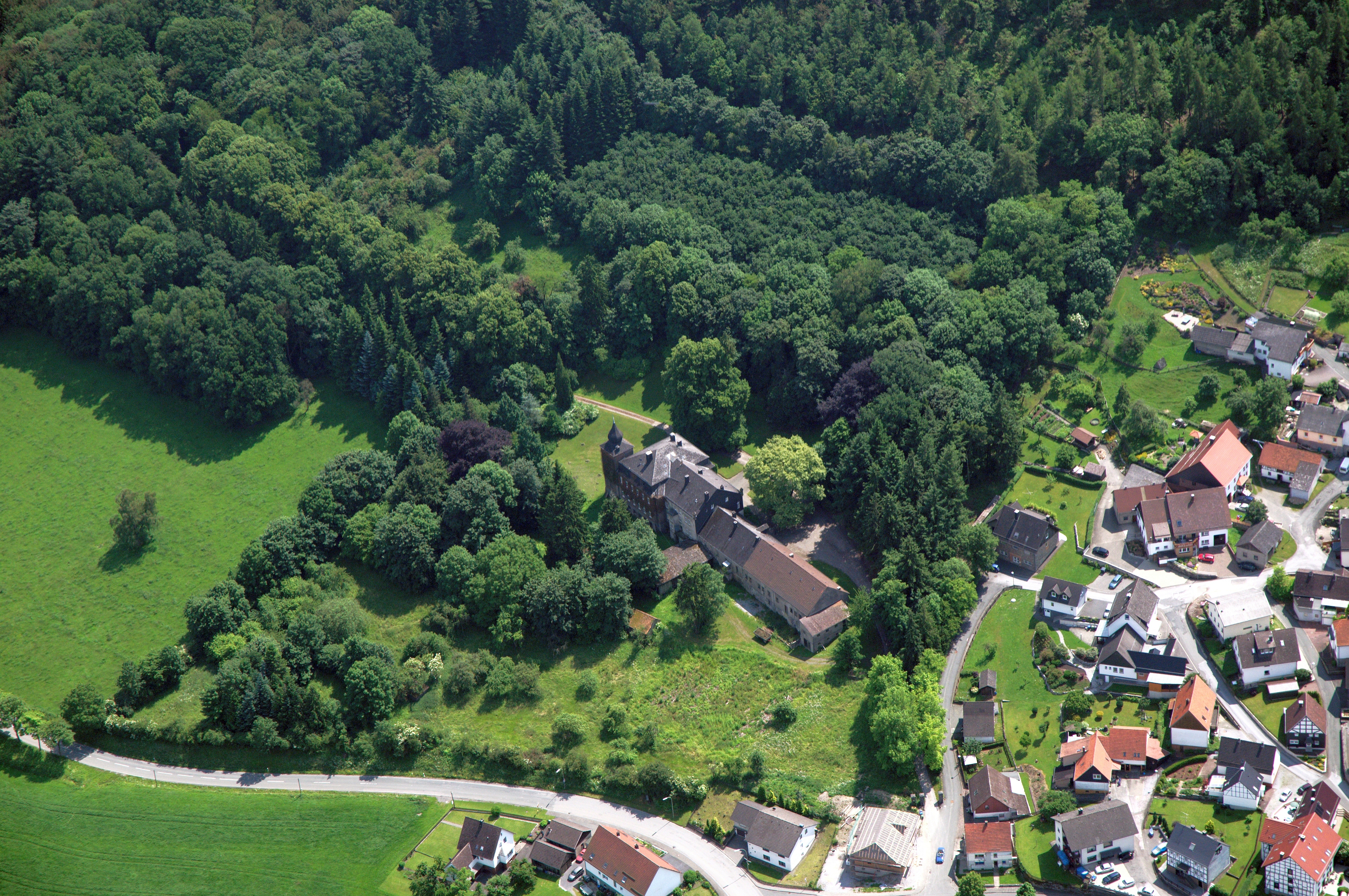
Luftaufnahme von Schloss Padberg

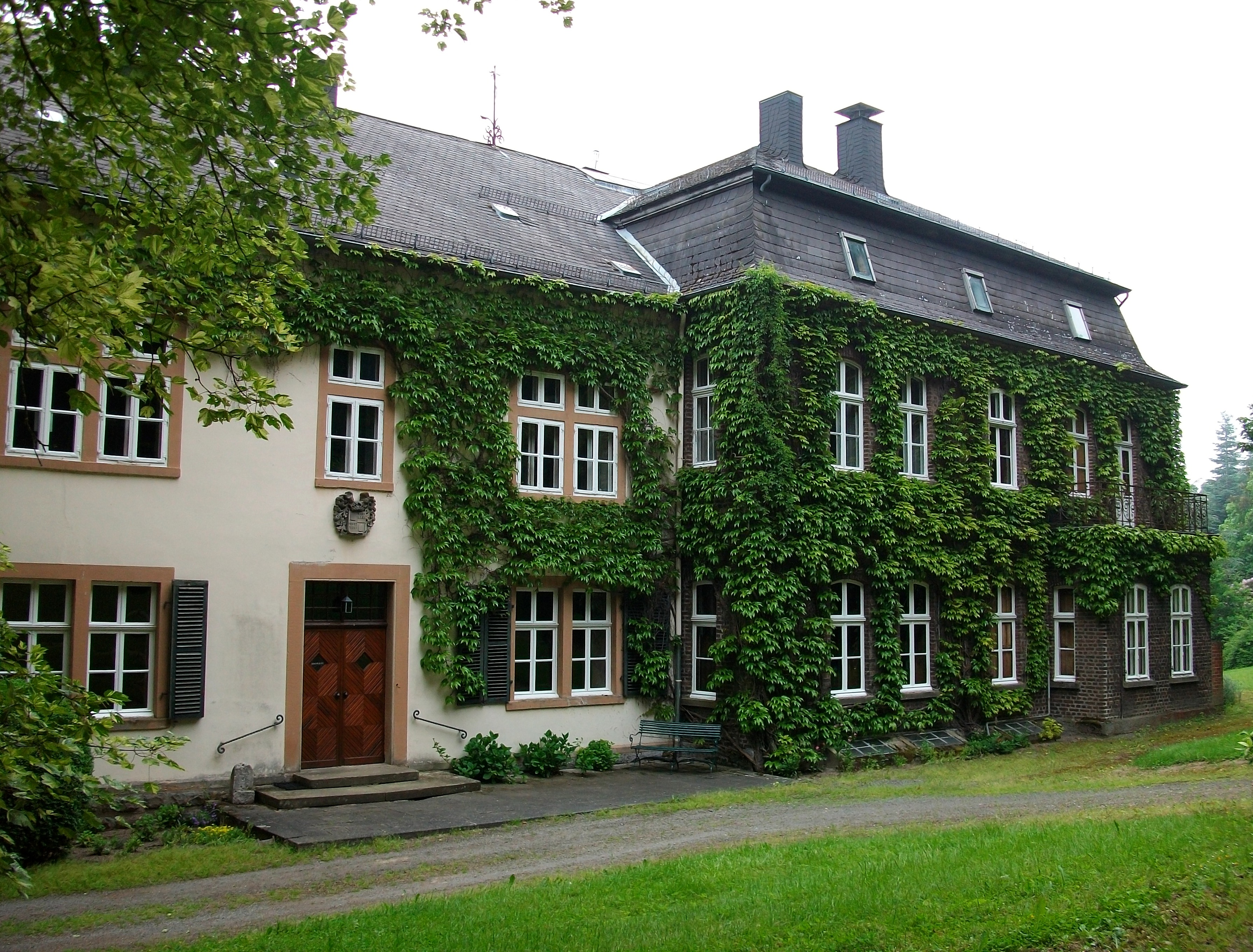
Schloss Padberg

Das Schloss Padberg ist ein denkmalgeschütztes Herrenhaus und liegt in Padberg (Stadt Marsberg).
Das Schloss Padberg ging aus einem Burgsitz der Linie des Unterhauses der Herren von Padberg hervor. Das Schloss fiel 1677 an die Familie von Stockhausen. Alhard von Stockhausen begann im Jahr 1800 mit einem Neubau. Dieser wurde jedoch nie vollendet. Ein Wohngebäude entstand um 1850. Der Rohbau des von Alhard von Stockhausen begonnenen Schlosses wurde 1874 abgerissen. Aus demselben Jahr stammt ein Kutschenhaus. Der heutige Bau stammt im Wesentlichen aus den Jahren 1890/91. Es handelt sich um ein eher schlichtes zweigeschossiges Gebäude mit einem viereckigen Eckturm. Heute gehört es der Gräfin Droste zu Vischering.